# سيدة الونيسي
سيدة الونيسي (بالفرنسية: Sayida Ounissi)‏ ولدت في 1987 في تونس العاصمة. هي سياسية تونسية، وقيادية في حركة النهضة ذات التوجه الإسلامي.

بعد الثورة التونسية، انتخبت كنائبة في مجلس نواب الشعب بعد انتخابات 26 أكتوبر 2014 عن النهضة في دائرة فرنسا الأولى الانتخابية.

عينت في 27 أغسطس 2016 في منصب كاتبة دولة لدى وزير التشغيل والتكوين المهني التونسي مكلفة بالتكوين والمبادرة الخاصة في حكومة يوسف الشاهد.

## السيرة الذاتية
ولدت سيدة الونيسي في 1987، وانتقلت مع عائلتها في 1992 إلى فرنسا هروبا من الحملة التي قادها الرئيس زين العابدين بن علي ضد الإسلاميين، الذين ينتمي إليهم والدها. 

تحصلت في 2005 على شهادة البكالوريا فاختصاص الآداب من معهد Petit Val في مدينة سوسي أون بري (Sucy en Brie) في ضواحي باريس. في 2008، تحصلت على إجازة ثنائية في التاريخ والعلوم السياسية من جامعة باريس 1 - بانتيون سوربون. في 2011، تحصلت على شهادة الماجستير في العلوم السياسية اختصاص التنمية الاقتصادية والاجتماعية من من معهد دراسات التنمية الاقتصادية والاجتماعية من نفس جامعة باريس 1 - بانتيون سوربون. بعد ذلك قامت بإعداد شهادة الدكتوراه في العلوم السياسية بين 2011 و2014 في نفس المؤسسة الجامعية. قامت بتربص ختم الدرسات العليا بفرع البنك الإفريقي للتنمية في تونس. 

بين 2012 و2014، كانت باحثة لدى معهد البحوث المغاربية المعاصرة، وشغلت أيضا منصب نائبة رئيس منتدى الشباب الأوروبي المسلم والمنظمات الطلابية، وكذلك تنشط لدى مؤسسة الياسمين للبحث والتواصل والمنظمة الدولية مبادرات من أجل التغيير، ومركز تحاليل السياسات العامة في 2014. 

هي عضوة في حركة النهضة، وتم انتخابها في الانتخابات التشريعية التونسية 2014 كنائبة في مجلس نواب الشعب عن النهضة في دائرة فرنسا الأولى الانتخابية التي كانت رئيسة قائمتها فيها. في هذا المجلس هي عضوة في لجنة المالية والتخطيط والتنمية ولجنة شهداء الثورة وجرحاها و تنفيذ قانون العفو العام والعدالة الانتقالية واللجنة الخاصة بدراسة وفرز ملفات الترشح لعضوية الهيئة العليا المستقلة للانتخابات. 

عينت في 27 أغسطس 2016 في منصب كاتبة دولة لدى وزير التشغيل والتكوين المهني التونسي مكلفة بالتكوين والمبادرة الخاصة في حكومة يوسف الشاهد، وذلك حتى 14 نوفمبر 2018 حيث أصبحت وزيرة للتكوين المهني والتشغيل في نفس حكومة الشاهد. بقيت على رأس الوزارة حوالي سنة، حيث استقالت في 8 نوفمبر 2019 بعد فوزها بمقعد وإعادة انتخابها في مجلس نواب الشعب عن دائرة فرنسا الشمالية الانتخابية ممثلة لحزبها حركة النهضة.

افتتحت سيدة الونيسي المدة النيابية الثانية بترؤسها للجنة التحقيق البرلمانية حول فاجعة عمدون في ديسمبر 2019، وأنهت اللجنة أعمالها في مارس 2020، وقدمت تقريرها الختامي في يونيو الموالي.

## جوائز
- 2015: جائزة الديمقراطية من المعهد الديمقراطي الوطني للشؤون الدولية.
- 2018: جائزة سياسي السنة (Politician of the Year Award) من منظمة عالم واحد شاب (بالتشارك مع أربعة آخرين)[5]

## مقالات ذات صلة
- حركة النهضة (تونس).

## روابط خارجية
- سيدة الونيسي على موقع IMDb (الإنجليزية)
- السيرة الذاتية للسيدة الونيسي على موقع مرصد مجلس نواب الشعب التابع لمنظمة البوصلة.